# Lepeophtheirus breviventris
Lepeophtheirus breviventris är en kräftdjursart som beskrevs av John Fraser 1920. Lepeophtheirus breviventris ingår i släktet Lepeophtheirus och familjen Caligidae. Inga underarter finns listade i Catalogue of Life.